# Strohstern

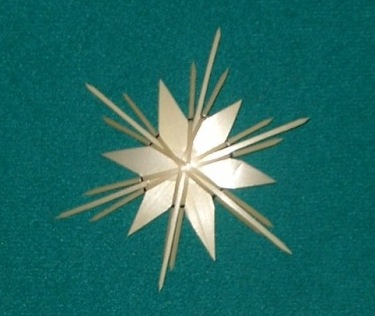
Ein Strohstern

Ein Strohstern ist ein sternförmiges Dekorationselement, das aus Stroh gefertigt wird. Es findet hauptsächlich in der Weihnachtszeit Anwendung.

## Geschichte
Laut einer Legende überlegte eine junge Hirtin, was sie dem Neugeborenen Jesus schenken sollte. Als sie unter dem Sternenhimmel auf einem Strohsack saß und den Stern von Betlehem über sich sah, kam ihr die Idee, den Stern aus Stroh nachzubilden.
Ende des 19. Jahrhunderts entwickelte die Strohindustrie eine winterliche Alternative zum im Sommer beliebten Strohhut. Aus Strohresten wurden verschiedene Dekorationselemente gebastelt, wovon der Strohstern am gefragtesten war. Die Strohstreifen wurden mit Hilfe eines Strohspalters hergestellt.
Bis heute besitzt der Strohstern symbolische Bedeutung. Er stellt eine Verbindung von der Krippe, in der das Jesuskind lag, zum Stern von Bethlehem her. Des Weiteren ist er ein wichtiges Medium für mittellose Menschen, die ihren Lieben zu Weihnachten trotz knapper Ressourcen eine Freude machen wollen. Die Herstellung erfolgte vorwiegend als Zeitvertreib in der kalten Jahreszeit. Stroh war schon im Mittelalter ein Gut, welches allen zur Verfügung stand.
Für Bastelstroh sind Halme mit langen Abschnitten zwischen den Wachstumsknoten nötig. Da das Getreide in Deutschland kurzhalmig gezüchtet wird und dadurch weniger anfällig für Windbruch ist, werden heutzutage Strohsterne vorwiegend in China produziert und von dort billig exportiert. Für die vorwiegend in Ostdeutschland tätigen heimischen Heimarbeiterinnen bedeutet dies das Ende des jahrzehntelangen wichtigen Zuverdienstes.

## Verwendung
Strohsterne werden meist an Fenstern oder Weihnachtsbäumen aufgehängt. Allerdings werden sie auch als Dekoration an Weihnachtssträußen und Adventskränzen genutzt. Außerdem gehören Strohsterne seit langem zu beliebten Bastelobjekten und werden auch häufig verschenkt.

## Erstellung

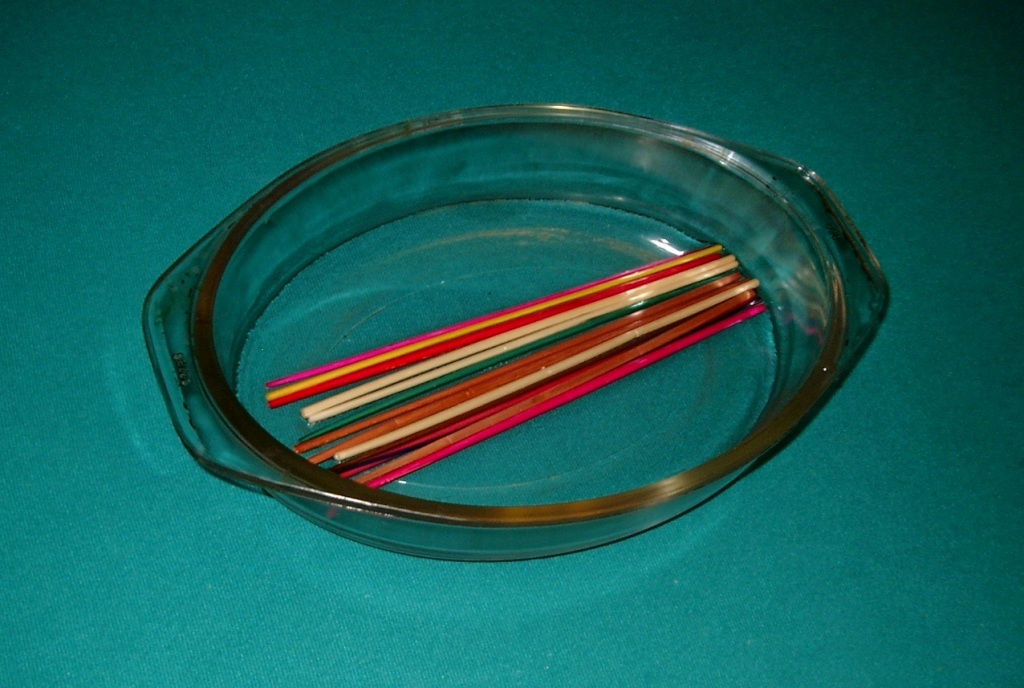
Was man braucht: Stroh-, also Getreidehalme, eine Schere und einen Faden
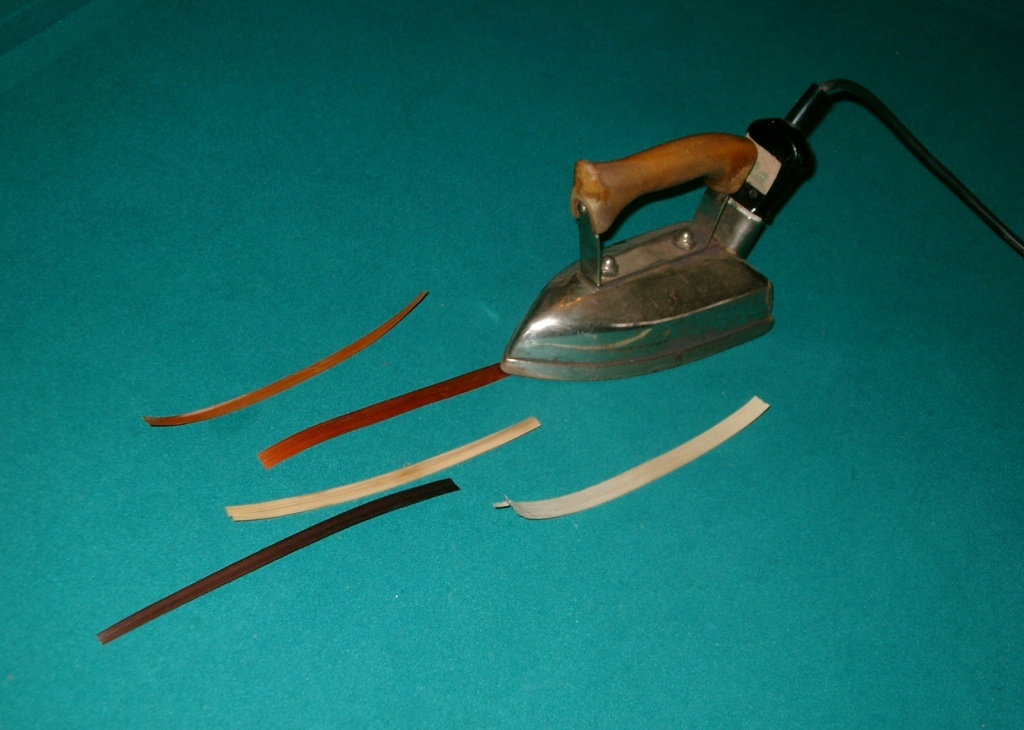
Strohhalme vorbereiten: In lauwarmes Wasser einlegen, aufschlitzen und dann flachbügeln bis Halme gold bis braun sind
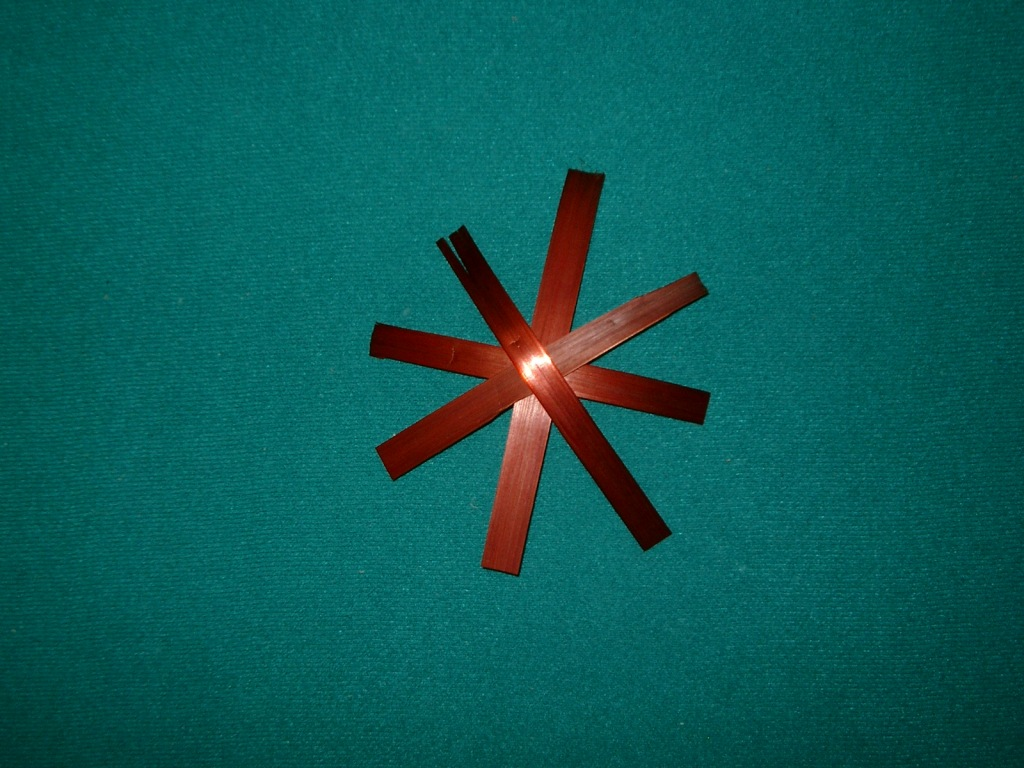
Halme für den Stern auswählen und sie auf gleiche Länge und Breite zuschneiden
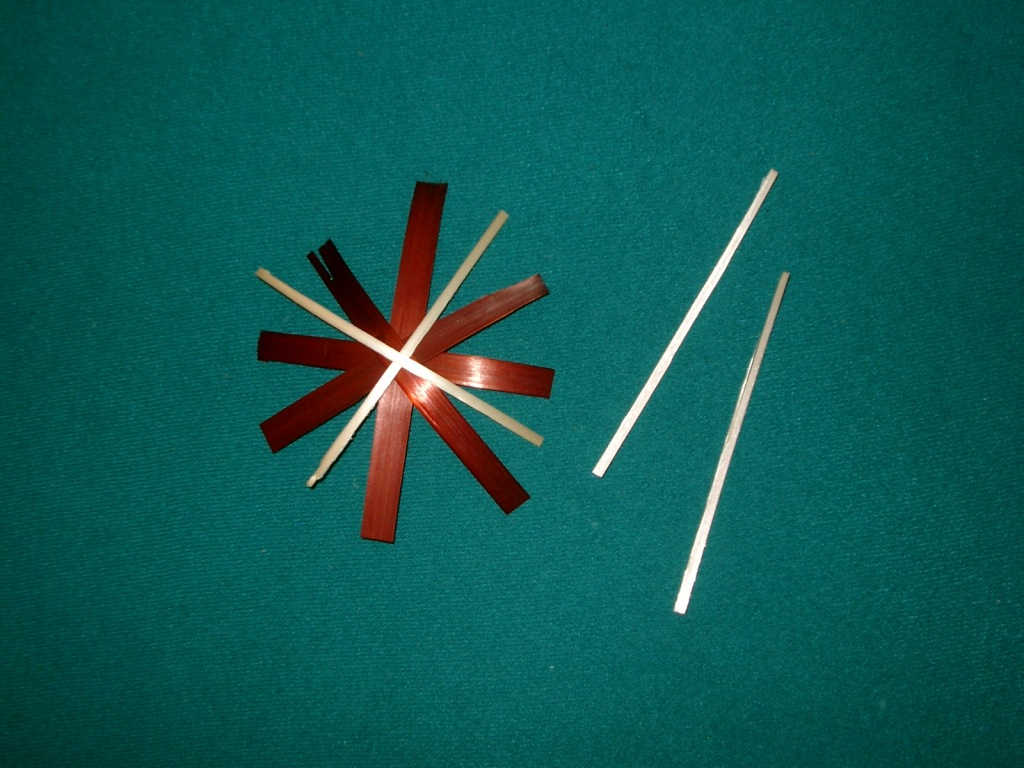
Die Halme werden jeweils über Kreuz gelegt. Die entstandenen Kreuze werden nun versetzt aufeinander gelegt.
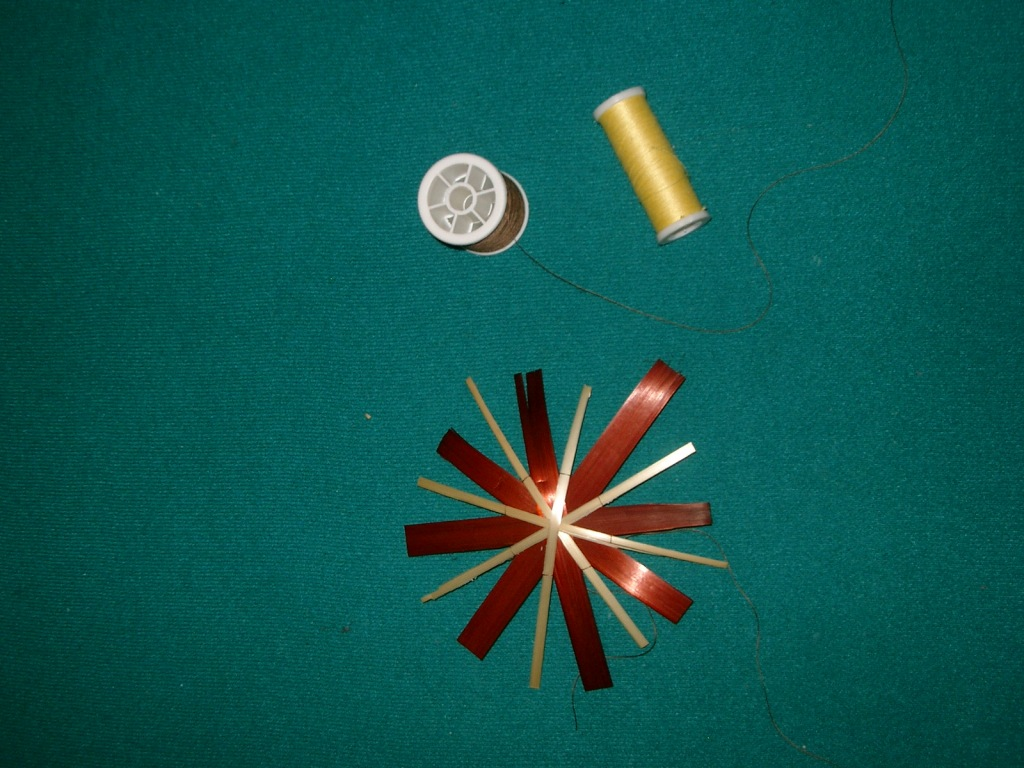
Die lose zusammengelegten Halme werden mit einem Faden fixiert, indem dieser abwechselnd über und unter den Halmen hindurchgezogen und dann vorsichtig gestrafft und verknotet wird.
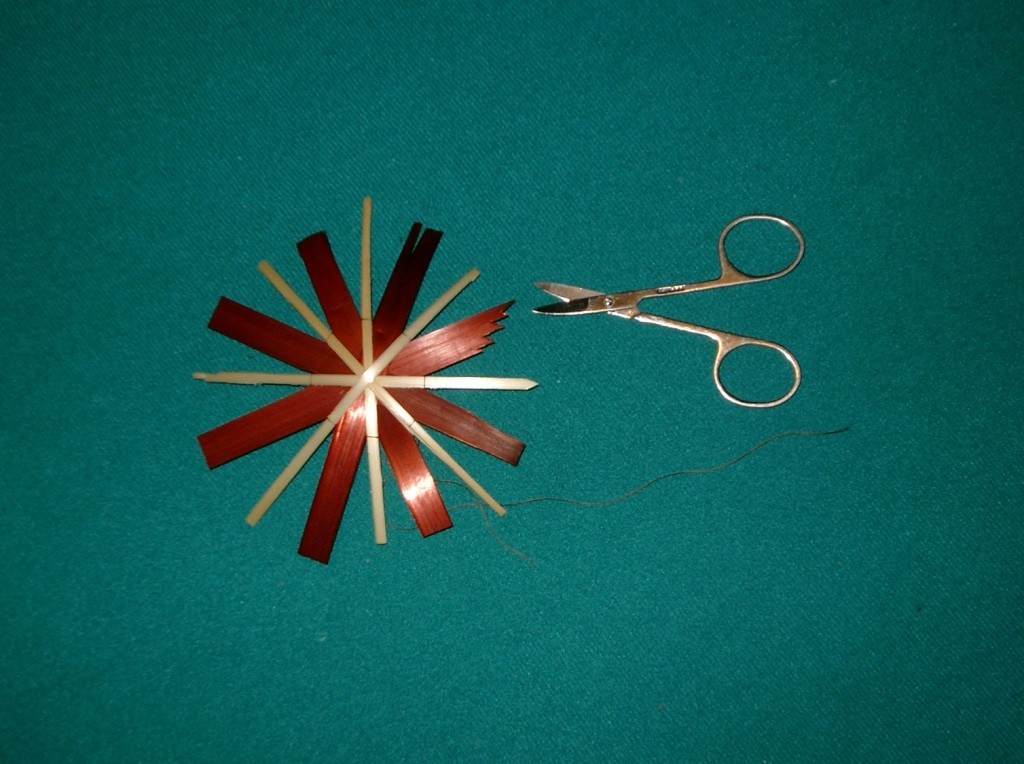
Zuletzt werden die Halme nach Belieben abgeschrägt oder spitz zugeschnitten. Hier gibt es keine Regeln.
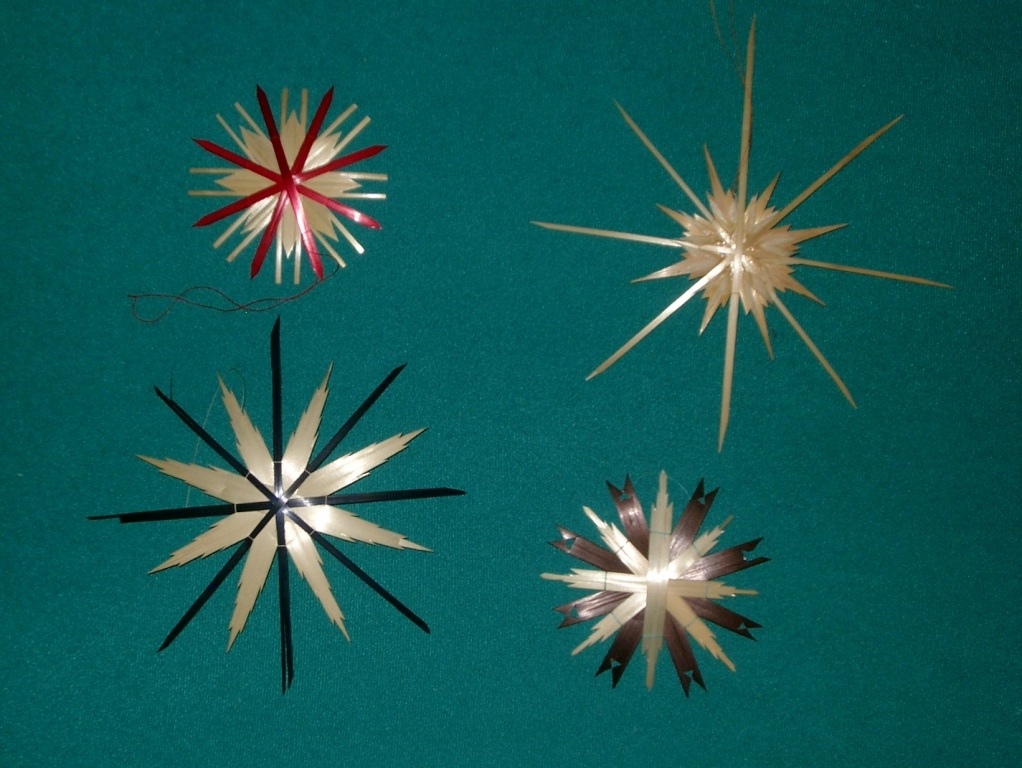
Mit verschiedenen Farben, Längen und Breiten der Halme kann man Strohsterne individuell gestalten.